# Casa de Veri
La casa de Veri es una casa nobiliaria mallorquina que se introdujo en el mismo siglo de la conquista.
Finaliza la línea agnatícia en la Casa de Cotoner desapareciendo el apellido mediante matrimonio de Bárbara de Veri y Fortuny con Nicolás Cotoner y Allendesalazar, II marqués de la Cenia y VI de Ariany.

## Origen
El apellido de Veri es uno de los antiguos e históricos de la isla, en la que figura desde el año 1230, contándose entre sus miembros más preclaros a Bartolomé de Veri, Canciller mayor del rey de Aragón y del Campo de los Reyes Católicos; al famoso poeta latino Micael de Veri, cuyos dísticos pondera Cervantes en el Quijote; a Ramón de Veri, caballero de Malta, muerto en Lepanto dentro de la galera capitana de aquella insigne Orden; a Tomás, qué sirvió al Emperador en la Jornada de Túnez, y a tantos otros que tienen puesto de honor en la historia de Mallorca. 
Los orígenes arrancan de Juan de Verino, natural de Coímbra y padre de seis hijos, de quien sigue la línea hasta llegar a D. Tomás de Veri y Togores. La genealogía del linaje tiene dos ramas: la de D. Pedro de Verí y Sureda (línea primogénita extinguida en él porque murió sin sucesión) y la D. Pedro de Verí y Salas, primo hermano del anterior y continuador del linaje hasta su pérdida por línea femenina.

## Varones ilustres
Bernardo de Veri, en 1279 fue uno de los síndicos que nombró el rey de Mallorca para reconocer el Feudo al de Aragón y en 1300 fue uno de los primeros pobladores de la villa de Felanich.
Bartolomé de Veri, doctor en ambos derechos y estimado de los reyes Juan II de Aragón y Fernando el Católico. El primero le concedió privilegio de nobleza extensivo a todos sus descendientes el 14 de mayo de 1463 y le nombró ministro supremo del Consejo de Aragón; el segundo le envió en embajada a la Corte Pontificia. Obtuvo el distinguido empleo de Regente de Nápoles; fue canciller del Reino de Aragón; Embajador en Venecia, y asistió en 1476 al contrato matrimonial del rey Fernando II de Nápoles con la infanta Dña Juana de Aragón a la que acompañó "cifra farum" en su calidad de embajador.
Gabriel de Veri, hijo de Miquel de Verí y de Joana. En 1519 estudiaba en Pisa. En 1527 se hallaba en Mallorca pues fue extraído para ocupar el cargo de asesor del veguer foráneo. En 1528 el Emperador le designó juez delegado para conocer cierta causa de apelación. Asesor del baile en 1530. Asesor del veguer en 1532. En febrero de 1539 fue nombrado abogado de pobres. Asesor del veguer en 1540. Consejero del Gran i General Consell en 1542, 1550 y 1560. Asesor del baile en 1545. Abogado de la Universidad en 1549. Asesor del veguer en 1551. Asesor del baile en 1554. Abogado de la Universidad en 1561. En 1562 fue enviado a la corte como síndico del reino.
Antonio de Veri y Desbac, Hijo de Antonio de Verí y Serra y de Isabel Desbac y Dameto. Hermano del doctor Bartomeu de Verí y sobrino del doctor Gabriel de Verí. Casado con Joana Despuig y Sanmartí. Padre del presbítero Ferran, de los caballeros de San Juan de Jerusalem Antonio, Francisco y Ramón, y de Tomás de Verí y Despuig. En 1517 se le declaró exento de tributos por tener doce hijos. Era propietario de un huerto cercano al monasterio de la Real.
Se le documenta como estudiante en Pisa entre 1490 y 1494. En 1497 formaba parte del colegio de doctores de Mallorca. Abogado extraordinario de la Universidad en 1505. Abogado de pobres vitalicio en 1508.. Fue contratado en 1512 por el Gran i General Consell para leer lecciones de Derecho en el Estudio General de Mallorca. Asesor del veguer en 1514. Abogado de la Universidad en 1519. Fue lugarteniente del regente de la Cancillería, en sustitución del doctor Sbert.
Frey Ramón de Veri y Despuig, caballero del hábito de San Juan. Fundó y dotó el colegio Colegio Nuestra Señora de Montesión de los jesuitas. Personaje especialmente relevante en Mallorca es el Comendador Ramon de Verí y Despuig, Baylío de Mallorca (+1599), vinculado a los jesuitas desde la llegada de estos a la isla en 1561 –en Malta, el año 1593–. Contribuyó de forma decisiva a la dotación de su colegio de Montesión y a la construcción de la nueva iglesia. Sus armas figuran en las claves del presbiterio, del coro y en la portada del templo. En reconocimiento a su patrocinio, el general de los jesuitas, Claudio Acquaviva, dio a Verí carta de fundador del colegio. Murió en Palma el 21 de julio de 1599 y su cadáver fue sepultado en la iglesia de Montesión. Para la fábrica de su sepulcro se hizo talla de cuerpo entero del Baylío y fue en su día el mejor monumento funerario de la isla. En Malta sufragó la sacristía de San Juan.
Ramón de Veri y Moya Hijo de Tomás de Verí Despuig y de Ana Moyà. Nieto del doctor Antonio de Verí Desbac. Casado con Prudencia, hija del doctor Mateu de Puigdorfila, en primeras nupcias y con Aina Rossinyol, en segundas. Nombrado caballero en 1585 fue armado por el virrey un año más tarde, y obtuvo privilegio de nobleza en 1599. Propietario de los predios s’Estremera, en Buñola, y Son Verí, en Valdemosa, y de diversos huertos en la ciudad. Su biblioteca fue inventariada por J.A. Forcimanya el 21 de octubre de 1614. Insaculado en 1578. En 1579 es fiscal del tribunal del Santo Oficio, cargo que desempeña hasta 1582. Asesor del Veguer en 1582. El 25 de octubre del mismo año fue designado Oidor de la Real Audiencia en sustitución del doctor Hugo de Berard. Desempeñó el cargo de Regente de la Cancillería durante las ausencias del titular del cargo. En 1601 se atentó contra su vida. El autor fue condenado a la pena muerte, pero se le conmutó mástarde por la de galeras perpetuas. Es autor de una colección de dictámenes y alegaciones titulada Consiliorum seu responsorum ad causas tam civiles quam criminales..., que consta de tres volúmenes. La obra permanece inédita y se conserva en la biblioteca Gabriel Llabrés del Ayuntamiento de Palma. El libro es citado por Binimelis en 1593 como Decisiones de la Real Audiencia. Gabriel Llabrés Quintana publicó un índice sumario de las alegaciones y dictámenes contenidos en la colección y los autores de los mismos. Asimismo, en 1607 publicó una alegación titulada D. Raymundi a Veri Balearis, J.U.D., ... pro sui honoris defensionem in causa syndicatus, presentada ante el Consejo de Aragón.
Tomas de Veri y Togores, (1763-1838), militar y Aristócrata ilustrado formado en París en la École de Ponts et Chausés, caballero de las órdenes de San Juan de Jerusalén y de Calatrava. Coronel de los voluntarios de Palma, sirvió en el ejército hasta el grado de Brigadier. Vocal por Mallorca en la Junta Central Suprema y Gubernativa del Reino de España durante la guerra de la independencia de 1808 a 1810. Cabe destacar su relación con Gaspar Melchor de Jovellanos durante el cautiverio de este en la isla (1801- 1808).

## Casa Palacio Veri
Conocida en Palma como "Ca'n Veri"  fue declarada monumento nacional el 15 de febrero de 1951, gracias a lo cual se evitó su derribo como consecuencia de las reformas urbanas entonces en curso. 
La casa-palacio de Veri, en gran parte edificada en la primera mitad del siglo XVI y enriquecida con elementos decorativos góticos, mudéjares y de renacimiento, fue reformada a fines del siglo XVIII conforme a la moda neoclásica entonces imperante. Constituye un excelente y bello ejemplo de arquitectura palacial levantina, merecedor del máximo cuidado en su conservación.

### Principales elementos arquitectónicos conservados
- Patio-zaguán.—- Reconstruido en el siglo XVI sobre una estructura anterior, probablemente del siglo XIV, de la cual se conservan algunos elementos, tales como el artesonado mudéjar. Constituye uno de los monumentos más característicos de la ciudad antigua de Palma, de gran carácter, constantemente visitado por los turistas. Son numerosos los libros extranjeros que se ocupan del mismo, empezando por los de Arthúr Byne, que publica fotos y planos.

- Loggia posterior.—- La parte baja, con arcos y bóvedas, data del siglo XVI, y la alta, con columnas jónicas, de principios del siglo XIX (época de la decoración interior). A pesar de la irregular impostación de sus elementos, es sumamente interesante.[18]

En conjunción con la casa del marqués de Sollerich o de Morell son los dos únicos edificios de arquitectura civil privada de Palma de Mallorca protegidos por su declaración de monumentos histórico-artísticos, restos de la espléndida arquitectura palacial desarrollada en esa ciudad entre los siglos XV y XVIII y mantenida merced al feliz y raro hecho de la permanencia de la nobleza local, no atraída por la Corte madrileña como ocurrió en otras muchas ciudades de nuestro país. La desaparición reciente de varias de esas construcciones aumenta aún la importancia de las subsistentes y muy especialmente de las dos citadas.

## Son Veri
Así se denomina en Mallorquín la casa situada en el llano de la isla, frente a la sierra de Tramontana, a suficiente altura sobre el nivel del mar para que pueda contemplarse el i panorama que ofrece la bahía de Palma. Las casas están radicadas en el municipio de Marrachí.
Resulta la casa de Son Veri un modelo acabado del gusto arquitectónico mallorquín, con marcada influencia italiana, mansión encantadora, rodeada de un inmenso parque. Fue adquirida en 1444 por los Veri, siendo la última propietaria de este linaje Bárbara de Veri, marquesa viuda de la Cenia, con sucesión en Casa de Cotoner.
Este palacio fue suntuosamente alajado en el SXVI por frey Ramón de Veri, gran comendador de la Orden de Malta, Baylio de Mallorca, fundador del colegio de Montesión de Palma. En época más reciente, D. Tómas de Veri y Togores, culto amante de las bellas artes, embelleció el mismo con una valiosa colección de pinturas y tapices flamencos.
En la actualidad han quedado habílitados una serie de espacios, de acceso público, desde donde se ha incorpordo la oferta gastronómica de la chef Maca de Castro.

## Galería de imágenes
- Wikimedia Commons alberga una categoría multimedia sobre Casa de Veri.

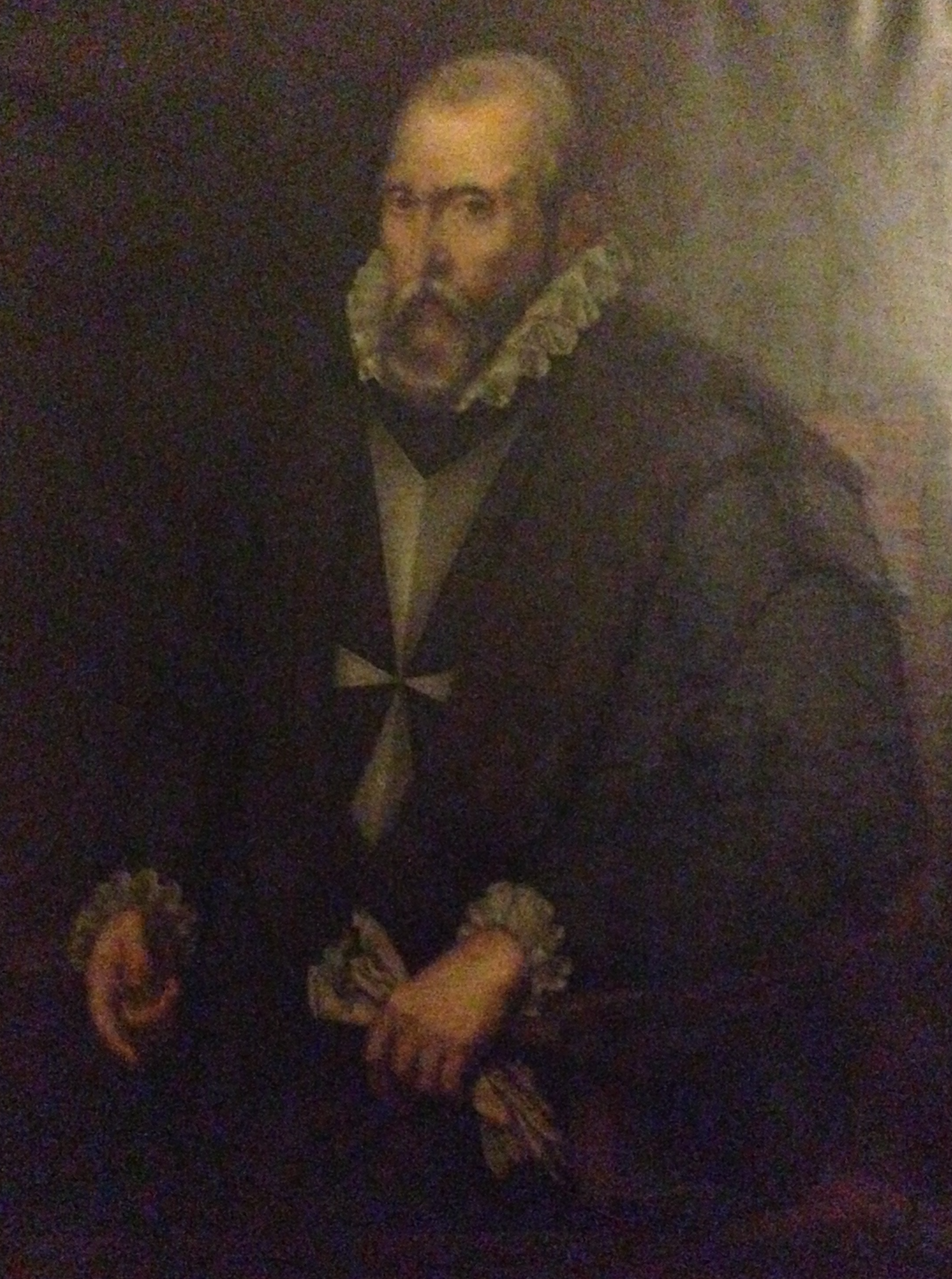
Frey Ramón de Veri Despuig Desbach y Santmartí, Gran Prior de la Orden de Malta en Cataluña.
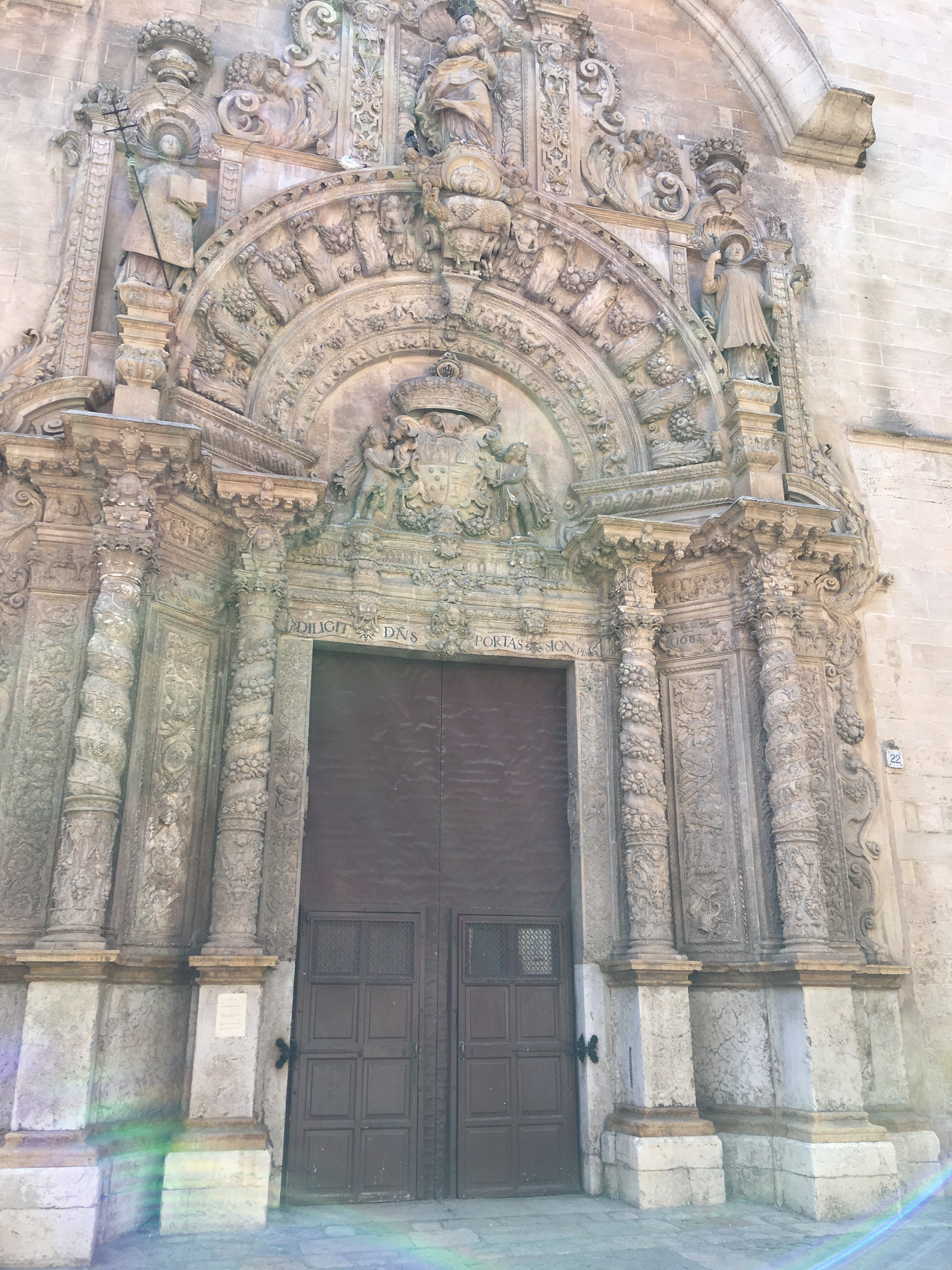
Pórtico con las armas de Frey Ramón, fundador del colegio y del Colegio Nuestra Señora de Montesión.
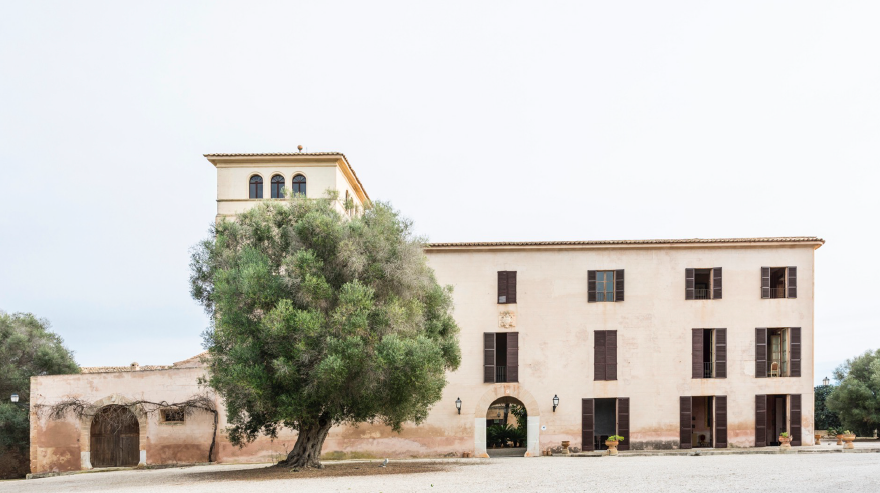
Fachada principal de Son Veri
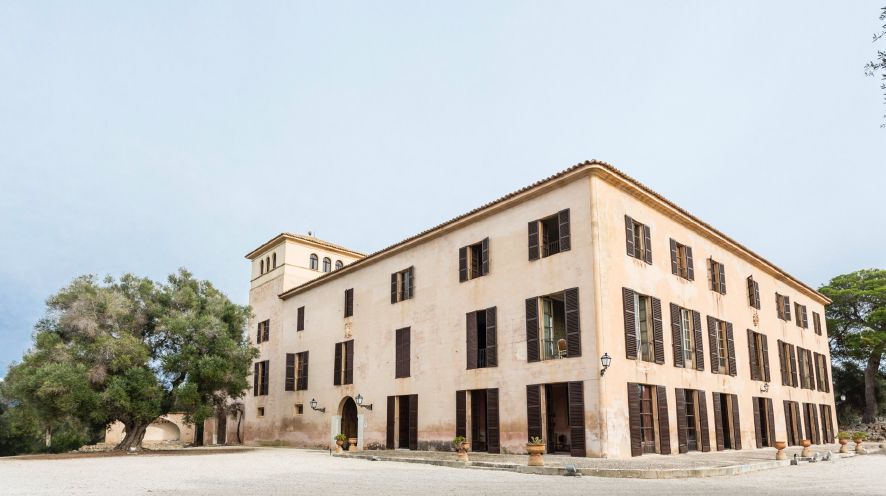
Fachada principal de Son Veri
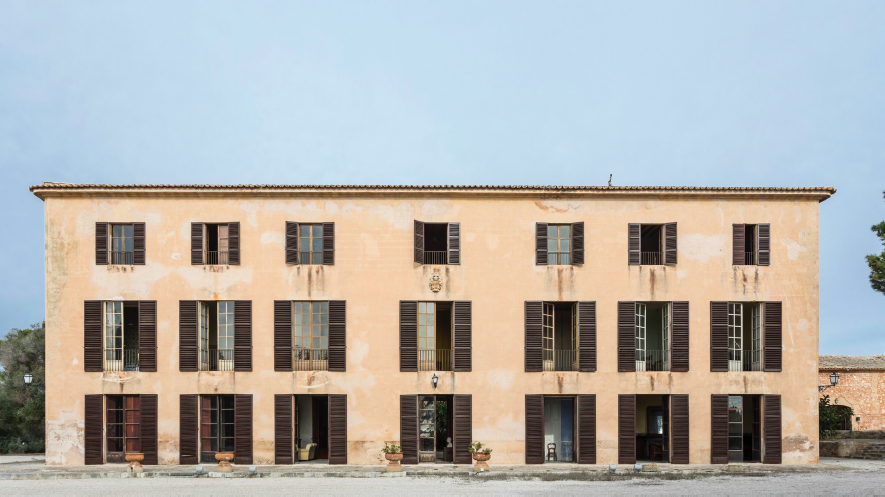
Fachada principal de Son Veri
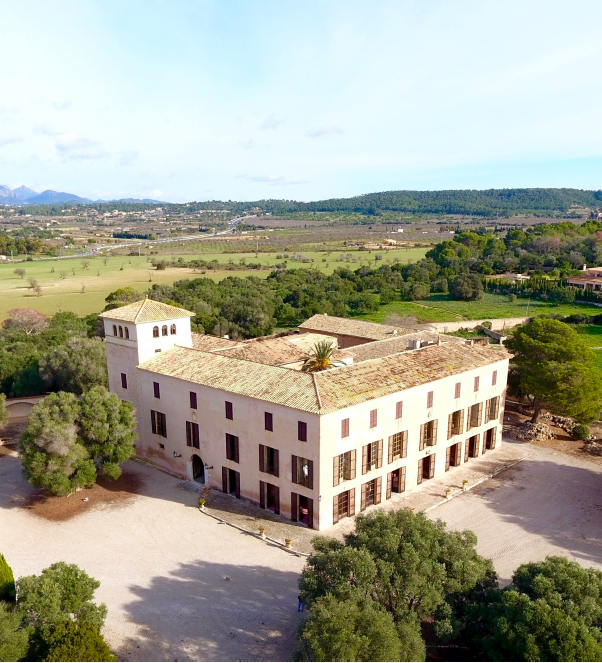
Vista aerea de Son Veri
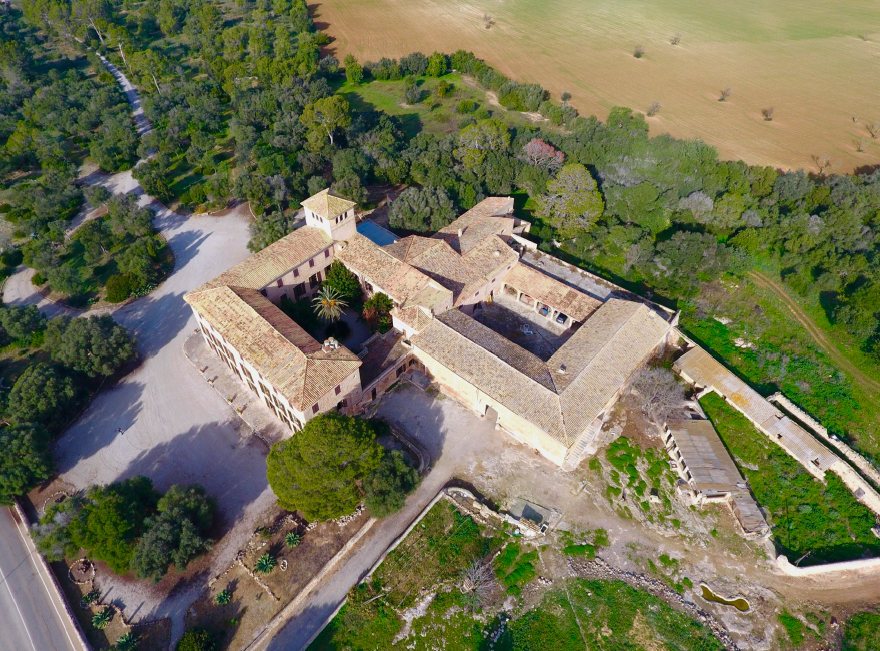
Vista aerea de Son Veri
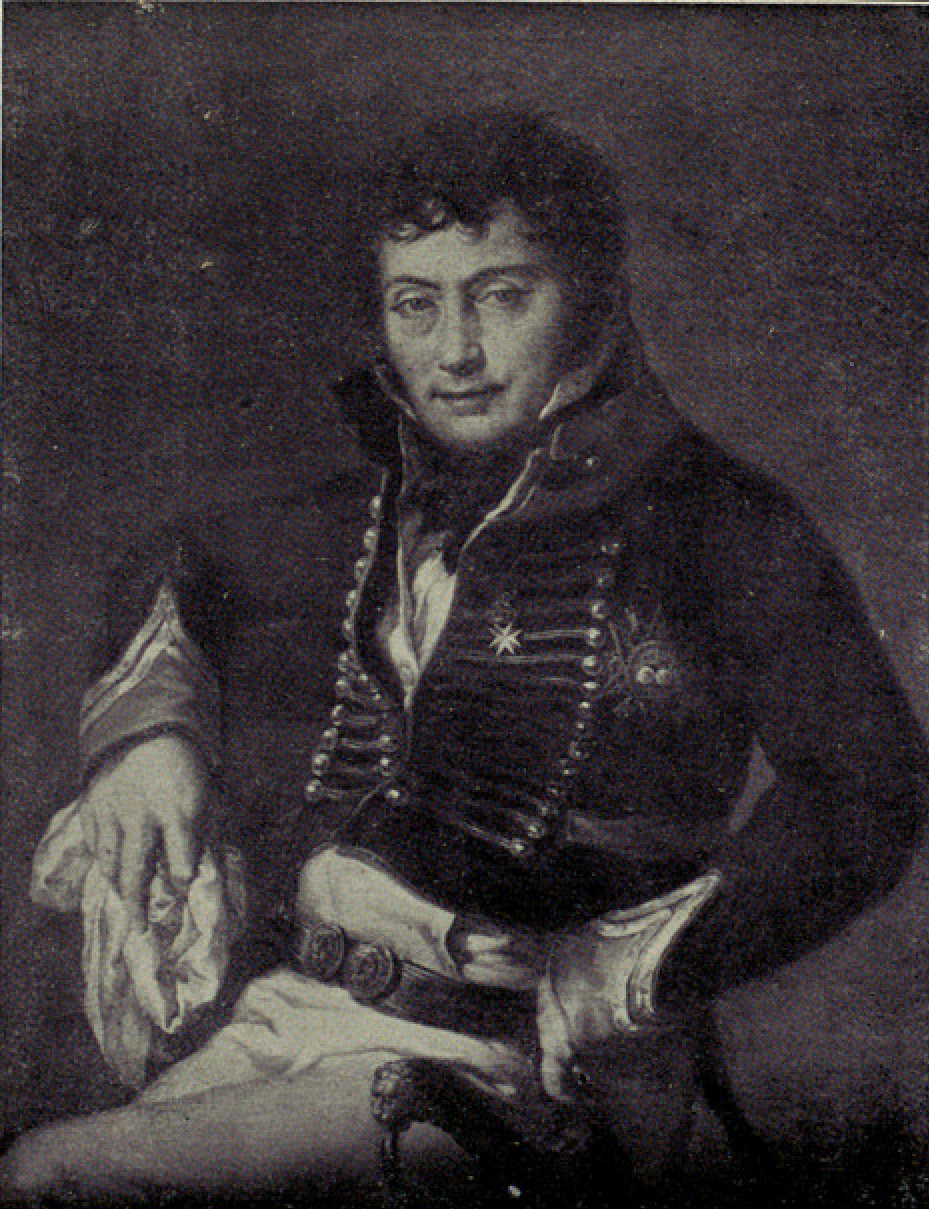
Tomás de Veri y Togores, Brigadier de los Reales Ejércitos.
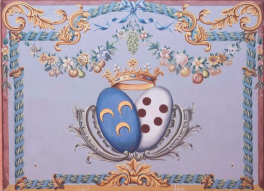
Escudo de armas sobre lienzo.